# Ovambové
Ovambové jsou bantuský národ žijící na severu Namibie a jihu Angoly. Počet příslušníků se odhaduje na dva miliony. Jejich řečí je ovambština. Etnikum se dělí do sedmi kmenových skupin: Kwanyma, Kwambi, Kwaluudi, Mbalantu, Ndonga, Ngandjera a Kolonkathi-Eunda.

## Historie
Původně byli Ovambové kočovnými pastevci, kteří přišli od severovýchodu ve čtrnáctém až sedmnáctém století. Přijali usedlý způsob života a vytvořili domorodá království Ongandjera, Ombadja, Ondonga, Uukwambi a Uukwanyama. V době dělení Afriky severní část jejich území ovládli Portugalci, jižní část kontrolovala Německá jihozápadní Afrika a později Jihoafrická republika. Po zavedení apartheidu navrhl jihoafrický politik Fox Odendaal vytvoření bantustanů pro původní obyvatelstvo a v roce 1968 vznikl samosprávný Ovamboland. Původní obyvatelé založili organizaci SWAPO bojující za právo na sebeurčení, ovambského původu byli také první dva prezidenti nezávislé Namibie Sam Nujoma a Hifikepunye Pohamba. Ve 21. století tvoří Ovambové zhruba polovinu obyvatel Namibie.
V Namibii obývají Ovambové převážně oblast nazvanou „Čtyři O“ podle správních regionů Omusati, Oshana, Ohangwena a Oshikoto. Krajina je rovinatá a polosuchá, hlavním zdrojem vody jsou sezónní nádrže zvané oshana. Na území Ovambů zasahuje pánev Etoša a protéká jím řeka Kunene. Obyvatelé se věnují převážně chovu hovězího dobytka a pěstování ostrokvětu, kukuřice a tykví. Z ovoce vyrábějí alkoholický nápoj ombike.
Původní náboženství bylo založeno na víře v nejvyššího boha Kalungu. Obyvatelé žili v matrilineárních klanech a dlouho se zde udržela polygynie. Koncem devatenáctého století přišli k Ovambům finští misionáři, podle posledních statistik se 97 procent Ovambů hlásí k luteránství. 

Vlajka Ovambů
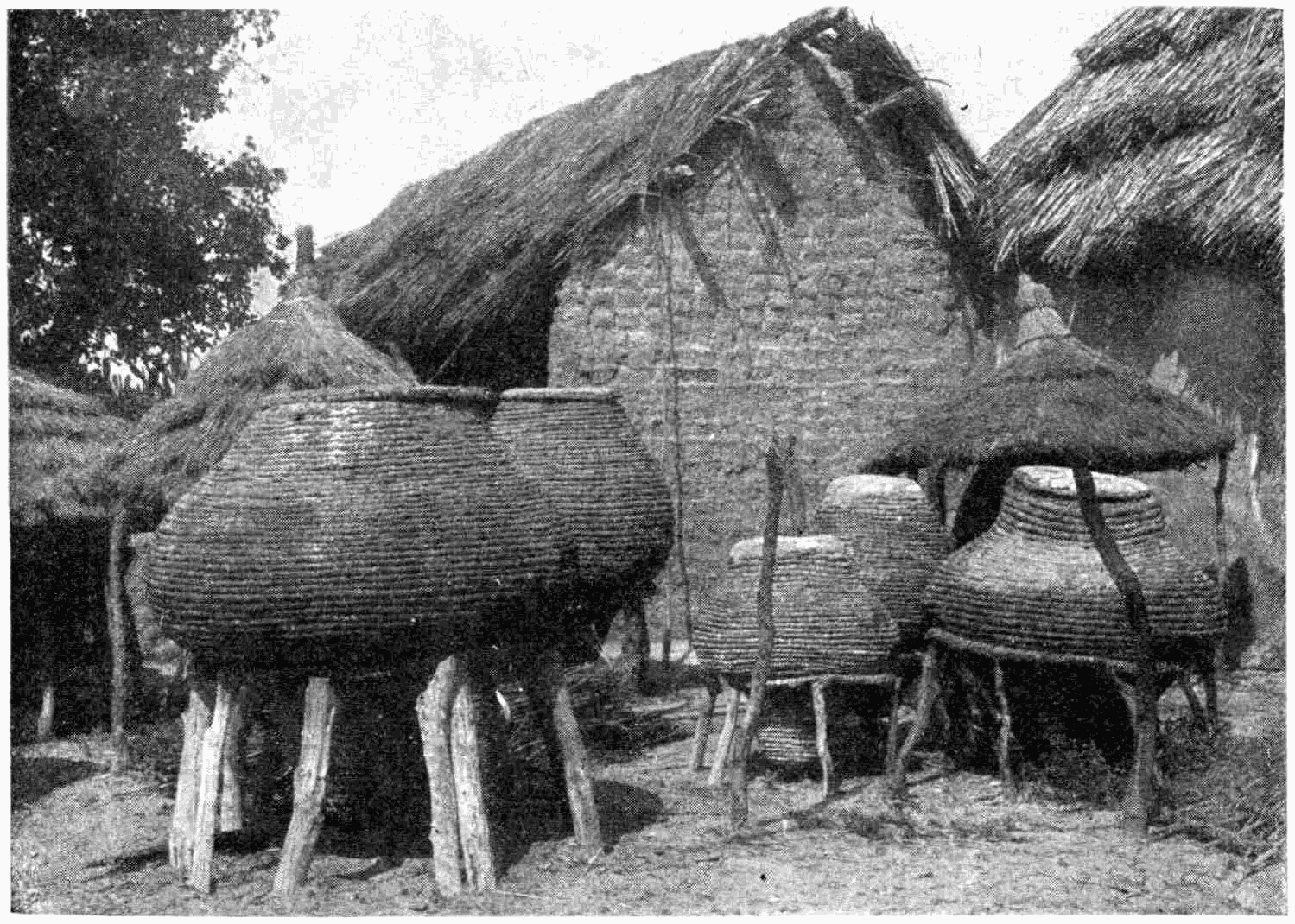
Tradiční vesnice
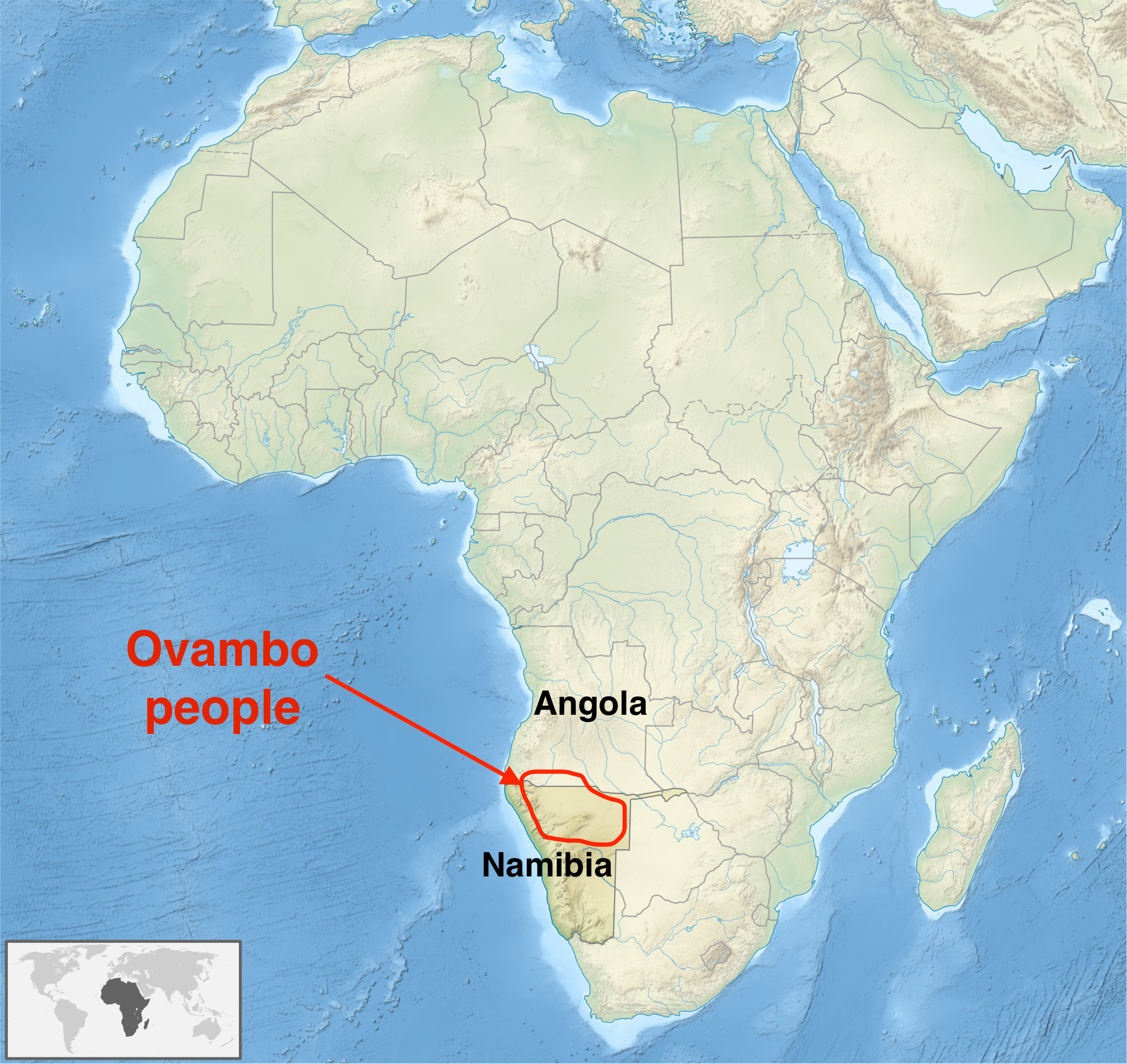
Mapa území obývaného Ovamby